# 依特米龍屬
依特米龍屬（學名：Itemirus）是獸腳亞目恐龍的一屬，生存於上白堊紀的土侖階。
目前只有一個小型、遭到損壞的頭殼化石（編號PIN 327/699），是在1958年發現於烏茲別克斯坦的Dzharakuduk，屬於Bissekty組地層。模式種是I. medullaris，是由蘇聯古生物學家Sergei Kurzanov在1976年描述、命名。屬名是以化石發現處的的Itemirus村為名；種名則意指標本的延髓。
Sergei Kurzanov提出，依特米龍的生理特徵類似暴龍科或馳龍科，他建立個別的依特米龍科（Itemiridae）。在2004年，湯瑪斯·荷茲（Thomas Holtz）將依特米龍改歸類於暴龍超科。
在2009年，尼克拉斯·朗里奇（Nicholas Longrich）與菲力·柯爾（Phil Currie）提出親緣分支分類法分析，將其歸類於馳龍科的伶盜龍亞科。
除了模式種外，屬內沒有其他的物種。由於只有頭顱骨被發現，可以肯定的是牠的腦部大小。由於牠的腦葉很大，估計牠有很好的視力及平衡力。

## 外部連結
- https://web.archive.org/web/20090529002127/http://www.thescelosaurus.com/dromaeosauridae.htm
- http://www.dinodata.org/index.php?option=com_content&task=view&id=6683&Itemid=67 Archive.today的存檔，存档日期2007-04-24 Itemirus en Dinodata
- http://www.dinoruss.com/de_4/5a66cfe.htm （页面存档备份，存于）
- https://web.archive.org/web/20110718230840/http://dinosaurier-info.de/animals/dinosaurs/pages_i/itemirus.php
- 恐龍博物館──依特米龍